# 平野秋夫
平野 秋夫（ひらの あきお、1871年8月17日〈明治4年7月2日〉 - 1949年〈昭和24年〉10月29日）は、大日本帝国陸軍軍人。最終階級は陸軍少将。幼名は倉吉。

## 経歴
愛知県海東郡内佐屋村（佐依木村、佐屋村、佐屋町を経て現愛西市）に生まれる。1894年（明治27年）陸軍士官学校第5期卒業。
1916年（大正5年）8月に大村連隊区司令官、1917年（大正6年）8月に陸軍歩兵大佐、1918年（大正7年）12月に歩兵第38連隊長を経て、1922年（大正11年）2月に陸軍少将に昇進と同時に待命、同年5月に予備役に編入した。
退役後は京都市伏見区に住んだ。1947年（昭和22年）11月28日、公職追放仮指定を受けた。